# 제이시제이 앤더슨
제이시제이 앤더슨(영어: Jasey-Jay Anderson, 1975년 4월 13일~)은 캐나다의 스노보드 선수로 주 종목은 평행대회전이다. 올림픽에 6회(1998, 2002, 2006, 2010, 2014, 2018)에 참가하여 동계 올림픽에 가장 많이 참가한 캐나다 선수가 되었으며, 2010년 동계 올림픽 평행대회전 경기에서 금메달을 획득했다.